# Formuła BMW ADAC 2007
Dziesiąty sezon Formuły BMW ADAC, który rozpoczął się 4 maja 2007 roku, a zakończył 28 października.

## Lista startowa
| Nr | Kierowca            | Początkujący | Zespół                       |
| -- | ------------------- | ------------ | ---------------------------- |
| 2  | Markus Pommer       | P            | ASL-Mücke Motorsport         |
| 4  | Kevin Mirocha       | P            | ASL-Mücke Motorsport         |
| 5  | Philipp Eng         |              | ASL-Mücke Motorsport         |
| 6  | Maximilian Wagner   | P            | ASL-Mücke Motorsport         |
| 7  | Johannes Seidlitz   | P            | G & J Motorsport             |
| 8  | Marco Wittmann      | P            | Josef Kaufmann Racing        |
| 9  | Mathijs Harkema     |              | Josef Kaufmann Racing        |
| 10 | Daniel Campos-Hull  |              | Eifelland Racing             |
| 11 | Jens Klingmann      |              | Eifelland Racing             |
| 12 | Tiago Geronimi      | P            | Eifelland Racing             |
| 13 | Pedro Bianchini     | P            | ASL-Mücke Motorsport         |
| 14 | Niall Quinn         |              | AM-Holzer Rennsport GmbH     |
| 15 | Andrei Harnagea     |              | AM-Holzer Rennsport GmbH     |
| 18 | Maximilian Wissel   |              | GU-Racing Team International |
| 19 | Carlos Gaitán       |              | GU-Racing Team International |
| 20 | Nikołaj Wyrbicaliew | P            | GU-Racing Team International |
| 21 | Otto Birznieks      |              | GU-Racing Team International |
| 22 | Jens Höing          |              | GU-Racing Team International |
| 24 | Luuk Glansdorp      | P            | Luuk Glansdrop               |
| 25 | Marlene Dietrich    |              | Team Zinner                  |
| 26 | Samuel Curridor     | P            | Team Zinner                  |
| 27 | Adrien Tambay       | P            | Josef Kaufmann Racing        |
| 28 | Timo Walter         |              | IBEX Motorsport              |
| 29 | Michael Zettl       | P            | Zettl Motorsport             |
| 30 | Thomas Hylkema      | P            | Eifelland Racing             |
| 31 | Henry Surtees       | P            | ASL-Mücke Motorsport         |
| 33 | Daniel Juncadella   |              | AM-Holzer Rennsport GmbH     |
| 34 | Maximilian Mayer    |              | GU-Racing Team International |
| 35 | Josef Král          |              | ASL-Mücke Motorsport         |
| 36 | Bernd Herndlhofer   |              | Bernd Herndlhofer            |
| 37 | Daniel McKenzie     |              | Daniel McKenzie              |
| 38 | Tom Gladdis         | P            | Team Zinner                  |
| 39 | Sebastián Saavedra  |              | AM-Holzer Rennsport GmbH     |
| 40 | James Grunwell      |              | AM-Holzer Rennsport GmbH     |
| 41 | Esteban Gutiérrez   |              | Esteban Gutiérrez            |

## Kalendarz wyścigów
| Wyścig  | Data          | Tory                 | Pierwszy wyścig | Pierwszy wyścig | Pierwszy wyścig    | Drugi wyścig      | Drugi wyścig   | Drugi wyścig   |
| Wyścig  | Data          | Tory                 | Zwycięzca       | Drugi           | Trzeci             | Zwycięzca         | Drugi          | Trzeci         |
| ------- | ------------- | -------------------- | --------------- | --------------- | ------------------ | ----------------- | -------------- | -------------- |
| 1 + 2   | 05.05.-06.05. | Oschersleben         | Philipp Eng     | Niall Quinn     | Marco Wittmann     | Jens Klingmann    | Marco Wittmann | Philipp Eng    |
| 3 + 4   | 19.05-20.05.  | EuroSpeedway Lausitz | Jens Klingmann  | Daniel Campos   | Marco Wittmann     | Jens Klingmann    | Daniel Campos  | Kevin Mirocha  |
| 5 + 6   | 23.06.-24.06. | Norisring            | Jens Klingmann  | Daniel Campos   | Niall Quinn        | Jens Klingmann    | Daniel Campos  | Adrien Tambay  |
| 7 + 8   | 21.07.-22.07. | Nürburgring          | Daniel Campos   | Jens Klingmann  | Maximilian Wissel  | Daniel Campos     | Jens Klingmann | Adrien Tambay  |
| 9 + 10  | 27.07.-29.07. | Zandvoort            | Jens Klingmann  | Daniel Campos   | Philipp Eng        | Maximilian Wissel | Adrien Tambay  | Daniel Campos  |
| 11 + 12 | 25.08.-26.08. | Oschersleben         | Jens Klingmann  | Philipp Eng     | Daniel Campos      | Marco Wittmann    | Jens Klingmann | Philipp Eng    |
| 13 + 14 | 01.09.-02.09. | Nürburgring          | Jens Klingmann  | Adrien Tambay   | Daniel Campos      | Marco Wittmann    | Daniel Campos  | Philipp Eng    |
| 15 + 16 | 22.09.-23.09. | Barcelona            | Jens Klingmann  | Daniel Campos   | Philipp Eng        | Jens Klingmann    | Philipp Eng    | Marco Wittmann |
| 17 + 18 | 27.10.-28.10. | Hockenheim           | Adrien Tambay   | Jens Klingmann  | Sebastián Saavedra | Adrien Tambay     | Josef Kral     | Jens Klingmann |

## Klasyfikacja generalna

### Kierowcy
| Pozycja | Imię i nazwisko     | Zespół                       | Punkty |
| ------- | ------------------- | ---------------------------- | ------ |
| 1       | Jens Klingmann      | Eifelland Racing             | 699    |
| 2       | Daniel Campos-Hull  | Josef Kaufmann Racing        | 622    |
| 3       | Philipp Eng         | ASL-Mücke Motorsport         | 595    |
| 4       | Adrien Tambay       | Josef Kaufmann Racing        | 573    |
| 5       | Marco Wittmann      | Eifelland Racing             | 570    |
| 6       | Maximilian Wissel   | GU-Racing Team International | 426    |
| 7       | Niall Quinn         | AM-Holzer Rennsport GmbH     | 415    |
| 8       | Kevin Mirocha       | ASL-Mücke Motorsport         | 389    |
| 9       | Mathjis Harkema     | Josef Kaufmann Racing        | 376    |
| 10      | Markus Pommer       | ASL-Mücke Motorsport         | 336    |
| 11      | Tiago Geronimi      | Eifelland Racing             | 322    |
| 12      | Luuk Glansdorp      | Luuk Glansdrop               | 290    |
| 13      | Johannes Seidlitz   | G & J Motorsport             | 262    |
| 14      | Jens Höing          | GU-Racing Team International | 216    |
| 15      | Samuel Curridor     | Team Zinner                  | 182    |
| 16      | Pedro Bianchini     | ASL-Mücke Motorsport         | 162    |
| 17      | Carlos Gaitán       | GU-Racing Team International | 158    |
| 18      | Nikołaj Wyrbicaliew | GU-Racing Team International | 158    |
| 19      | Timo Walter         | Timo Walter                  | 154    |
| 20      | Thomas Hylkema      | Eifelland Racing             | 128    |
| 21      | Marlene Dietrich    | Team Zinner                  | 122    |
| 22      | Michael Zetti       | Michael Zettl                | 112    |
| 23      | Daniel Juncadella   |                              | 86     |
| 24      | Maximilian Wagner   | ASL-Mücke Motorsport         | 76     |
| 25      | Josef Král          | ASL-Mücke Motorsport         | 56     |
| 26      | Esteban Gutiérrez   | Esteban Gutiérrez            | 46     |
| 27      | Sebastián Saavedra  | AM-Holzer Rennsport GmbH     | 37     |
| 28      | James Grunwell      | AM-Holzer Rennsport GmbH     | 36     |
| 29      | Henry Surtees       | ADAC Berlin-Brandenburg      | 24     |
| 30      | Daniel McKenzie     | Daniel McKenzie              | 20     |
| 31      | Andrei Harnagea     | GU-Racing Team International | 18     |
| 32      | Tom Gladdis         | Team Zinner                  | 8      |
| 33      | Otto Birznieks      | GU-Racing Team International | 2      |
| 34      | Maximilian Mayer    | GU-Racing Team International | 0      |
| 35      | Bernd Herndlhofer   | Bernd Herndlhofer            | 0      |

### Zespoły
| Pozycja | Zespół                       | Punktacja |
| ------- | ---------------------------- | --------- |
| 1       | Eifellland Racing            | 1363      |
| 2       | Josef Kaufmann Racing        | 1223      |
| 3       | ADAC Berlin-Brandenburg      | 1140      |
| 4       | GU Racing Team International | 758       |
| 5       | AM-Holzer Rennsport          | 592       |
| 6       | Zettl Motorsport             | 350       |
| 7       | Team Zinner                  | 332       |
| 8       | G&J Motorsport               | 262       |
| 9       | IBEX Motorsport              | 154       |
| 10      | Luuk Glansdorp               | 52        |
| 11      | Esteban Gutierrez            | 46        |
| 12      | Daniel McKenzie              | 20        |